# Гарасимяк Петро Миколайович
Петро́ Микола́йович Гарасимя́к — майор Збройних сил України.

## Нагороди
6 жовтня 2014 року — за особисту мужність і героїзм, виявлені у захисті державного суверенітету та територіальної цілісності України, вірність військовій присязі під час російсько-української війни, відзначений — нагороджений орденом Богдана Хмельницького III ступеня.